# Hökåsen
Hökåsen est une localité suédoise de la banlieue de Västerås. Elle est peuplée de 2 827 habitants.